# Абд аль-Мухсин ас-Саадун
Абд аль-Мухсин ас-Саадун (араб. عبد المحسن السعدون‎; 10 мая 1879, Насирия, Османский Ирак — 15 марта 1929, Багдад, Королевство Ирак) — иракский государственный деятель, премьер-министр Ирака (1922—1923, 1925—1926 и 1928—1929).

## Биография
Был выходцем из самого влиятельного племени в провинции Мантафик.
Окончил Военную академию в Стамбуле. Служил офицером в армии Османской империи и помощником-адъютантом султана Абдул-Хамида II, прежде чем вернуться в Ирак.
После Первой мировой войны был проводником британских интересов в Ираке и политическим оппонентом короля Фейсала I.
Во время своего третьего срока в должности в результате переговоров заключил 2 важных договора:
- англо-иракский договор (1926), гарантировавший признание за Ираком населённый курдами район с центром в Мосуле (с гарантией прав местного курдского населения)
- турецко-иракский договор, в котором Ирак пообещал Турции платить 10 процентов своих доходов от нефтяных месторождений в обмен на признание Турцией иракского контроля над курдским районом.

В декабре 1928 года под давлением широкого народного протеста против британского протектората поднял вопрос о необходимости формирования собственных вооружённых сил Ирак и начал поддерживать Фейсала I, требуя большей автономии. Ушёл в отставку в знак протеста против политики Великобритании.
Умер в 1929 году. По одной из версий, он покончил жизнь самоубийством.